# درب دلاکان
دَربِ دَلاکان نام محله‌ایی در غرب شهر خرم‌آباد است. گستردگی این محله از کاروانسرای میرزا سیدرضا تا محدوده آرامگاه خضر است. وجه تسمیه این محله به علت وجود دلاکان سنتی و قدیمی بوده که در حاشیه جنوبی این منطقه به کار مشغول بودند. کار عمده این‌ها سلمانی و دلاکی بود. همچنین در این محله عطارهای قدیمی و گیوه‌کش‌ها نیز وجود داشتند.